# Orthogonale Abbildung
Eine orthogonale Abbildung oder orthogonale Transformation ist in der Mathematik eine Abbildung zwischen zwei reellen Skalarprodukträumen, die das Skalarprodukt erhält. Orthogonale Abbildungen sind stets linear, injektiv, normerhaltend und abstandserhaltend. Im euklidischen Raum können orthogonale Abbildungen durch orthogonale Matrizen dargestellt werden und beschreiben Kongruenzabbildungen, beispielsweise Drehungen oder Spiegelungen. Die bijektiven orthogonalen Abbildungen eines Skalarproduktraums in sich bilden mit der Hintereinanderausführung als Verknüpfung eine Untergruppe der Automorphismengruppe des Raums. Die Eigenwerte einer solchen Abbildung sind nicht notwendigerweise reell, sie besitzen jedoch alle den komplexen Betrag eins.
Eine bijektive orthogonale Abbildung zwischen zwei Hilberträumen wird auch orthogonaler Operator genannt. Die entsprechenden Gegenstücke bei komplexen Skalarprodukträumen sind unitäre Abbildungen und unitäre Operatoren. Von orthogonalen Abbildungen zu unterscheiden sind zueinander orthogonale Funktionen, beispielsweise orthogonale Polynome, welche als Vektoren in einem Funktionenraum aufgefasst werden und dadurch charakterisiert sind, dass ihr Skalarprodukt null ist.

## Definition
Eine Abbildung {\displaystyle f\colon V\to W} zwischen zwei reellen Skalarprodukträumen {\displaystyle (V,\langle \cdot ,\cdot \rangle _{V})} und {\displaystyle (W,\langle \cdot ,\cdot \rangle _{W})} heißt orthogonal, wenn für alle Vektoren {\displaystyle u,v\in V}
{\displaystyle \langle f(u),f(v)\rangle _{W}=\langle u,v\rangle _{V}}
gilt. Eine orthogonale Abbildung ist demnach dadurch charakterisiert, dass sie das Skalarprodukt von Vektoren erhält. Insbesondere bildet eine orthogonale Abbildung zueinander orthogonale Vektoren {\displaystyle v} und {\displaystyle w} (also Vektoren, deren Skalarprodukt null ist) auf zueinander orthogonale Vektoren {\displaystyle f(v)} und {\displaystyle f(w)} ab.

## Beispiele
Die identische Abbildung
{\displaystyle f\colon V\to V,\,x\mapsto x}
ist trivialerweise orthogonal. Im euklidischen Raum {\displaystyle \mathbb {R} ^{n}} sind orthogonale Abbildungen gerade von der Form
{\displaystyle f\colon \mathbb {R} ^{n}\to \mathbb {R} ^{n},\,x\mapsto Q\cdot x},
wobei {\displaystyle Q\in \mathbb {R} ^{n\times n}} eine orthogonale Matrix ist. Im Raum {\displaystyle \ell ^{2}} der quadratisch summierbaren reellen Zahlenfolgen stellt beispielsweise der Rechtsshift
{\displaystyle f\colon \ell ^{2}\rightarrow \ell ^{2},\,(a_{1},a_{2},a_{3},\ldots )\mapsto (0,a_{1},a_{2},a_{3},\ldots )}
eine orthogonale Abbildung dar. Weitere wichtige orthogonale Abbildungen sind Integraltransformationen der Form
{\displaystyle f\colon L^{2}(\mathbb {R} )\to L^{2}(\mathbb {R} ),\,g\mapsto \int _{\mathbb {R} }K(x,\cdot )\,g(x)~dx}
mit einem geeignet gewählten Integralkern {\displaystyle K}. Beispiele sind die Sinus- und die Kosinustransformation, die Hilbert-Transformation und die Wavelet-Transformation. Die Orthogonalität solcher Transformationen folgt dabei aus dem Satz von Plancherel und dessen Varianten.

## Eigenschaften
Im Folgenden werden die Zusätze {\displaystyle V,W} bei den Skalarprodukten weggelassen, da durch das Argument klar wird, um welchen Raum es sich jeweils handelt.

### Linearität
Eine orthogonale Abbildung ist linear, das heißt für alle Vektoren {\displaystyle u,v\in V} und Zahlen {\displaystyle a,b\in \mathbb {R} } gilt
{\displaystyle f(au+bv)=af(u)+bf(v)}.
Es gilt nämlich aufgrund der Bilinearität und der Symmetrie des Skalarprodukts
{\displaystyle {\begin{aligned}&\langle f(u+v)-f(u)-f(v),f(u+v)-f(u)-f(v)\rangle =\\&=\langle f(u+v),f(u+v)\rangle -2\langle f(u+v),f(u)\rangle -2\langle f(u+v),f(v)\rangle +\langle f(u),f(u)\rangle +2\langle f(u),f(v)\rangle +\langle f(v),f(v)\rangle =\\&=\langle u+v,u+v\rangle -2\langle u+v,u\rangle -2\langle u+v,v\rangle +\langle u,u\rangle +2\langle u,v\rangle +\langle v,v\rangle =\\&=\langle u+v,u+v\rangle -2\langle u+v,u+v\rangle +\langle u+v,u+v\rangle =0\end{aligned}}}
sowie
{\displaystyle {\begin{aligned}&\langle f(au)-af(u),f(au)-af(u)\rangle =\langle f(au),f(au)\rangle -2\langle f(au),af(u)\rangle +\langle af(u),af(u)\rangle =\\&=\langle f(au),f(au)\rangle -2a\langle f(au),f(u)\rangle +a^{2}\langle f(u),f(u)\rangle =\langle au,au\rangle -2\langle au,au\rangle +\langle au,au\rangle =0.\end{aligned}}}
Aus der positiven Definitheit des Skalarprodukts folgt daraus dann die Additivität und die Homogenität der Abbildung.

### Injektivität
Der Kern einer orthogonalen Abbildung enthält nur den Nullvektor, denn für {\displaystyle v\in \operatorname {ker} f} gilt
{\displaystyle \langle v,v\rangle =\langle f(v),f(v)\rangle =\langle 0,0\rangle =0}
und aus der positiven Definitheit des Skalarprodukts folgt daraus dann {\displaystyle v=0}. Eine orthogonale Abbildung ist demnach stets injektiv. Sind {\displaystyle V} und {\displaystyle W} endlichdimensional mit der gleichen Dimension, dann gilt aufgrund des Rangsatzes
{\displaystyle \dim V=\dim \mathrm {ker} (f)+\dim \mathrm {im} (f)=\dim \mathrm {im} (f)}
und somit ist {\displaystyle f} auch surjektiv und damit bijektiv. Orthogonale Abbildungen zwischen unendlichdimensionalen Räumen müssen jedoch nicht notwendigerweise surjektiv sein; ein Beispiel hierfür ist der Rechtsshift.

### Normerhaltung
Eine orthogonale Abbildung erhält die Skalarproduktnorm eines Vektors, das heißt
{\displaystyle \|f(v)\|=\|v\|},
denn es gilt
{\displaystyle \|f(v)\|^{2}=\langle f(v),f(v)\rangle =\langle v,v\rangle =\|v\|^{2}}.
Umgekehrt ist jede lineare Abbildung zwischen zwei reellen Skalarprodukträumen, die die Skalarproduktnorm erhält, orthogonal. Es gilt nämlich aufgrund der Bilinearität und der Symmetrie des Skalarprodukts einerseits
{\displaystyle \|f(u+v)\|^{2}=\|u+v\|^{2}=\langle u+v,u+v\rangle =\langle u,u\rangle +2\langle u,v\rangle +\langle v,v\rangle =\|u\|^{2}+2\langle u,v\rangle +\|v\|^{2}}
und mit der Linearität der Abbildung andererseits
{\displaystyle {\begin{aligned}\|f(u+v)\|^{2}&=\|f(u)+f(v)\|^{2}=\langle f(u)+f(v),f(u)+f(v)\rangle =\\&=\|f(u)\|^{2}+2\langle f(u),f(v)\rangle +\|f(v)\|^{2}=\|u\|^{2}+2\langle f(u),f(v)\rangle +\|v\|^{2}.\end{aligned}}}
Durch Gleichsetzen der beiden Gleichungen folgt daraus dann die Orthogonalität der Abbildung.

### Isometrie
Aufgrund der Normerhaltung und der Linearität erhält eine orthogonale Abbildung auch den Abstand zweier Vektoren, denn für die von der Norm induzierte Metrik {\displaystyle d} gilt
{\displaystyle d(f(u),f(v))=\|f(u)-f(v)\|=\|f(u-v)\|=\|u-v\|=d(u,v)}.
Eine orthogonale Abbildung stellt damit eine Isometrie dar. Umgekehrt ist jede (a priori nicht notwendigerweise lineare) Abbildung zwischen zwei Skalarprodukträumen, die Abstände erhält und den Nullvektor auf den Nullvektor abbildet, orthogonal. Eine solche Abbildung ist nämlich aufgrund von
{\displaystyle \|f(u)\|=\|f(u)-0\|=\|f(u)-f(0)\|=\|u-0\|=\|u\|}
normerhaltend und aus der Polarisationsformel folgt dann
{\displaystyle 2\langle f(u),f(v)\rangle =\|f(u)\|^{2}+\|f(v)\|^{2}-\|f(u)-f(v)\|^{2}=\|u\|^{2}+\|v\|^{2}-\|u-v\|^{2}=2\langle u,v\rangle }
und somit die Orthogonalität. Existiert eine bijektive orthogonale Abbildung zwischen zwei Skalarprodukträumen, dann sind die beiden Räume isometrisch isomorph. Eine bijektive orthogonale Abbildung zwischen zwei Hilberträumen wird auch orthogonaler Operator genannt.

## Orthogonale Endomorphismen

### Gruppeneigenschaften
Eine orthogonale Abbildung {\displaystyle f\colon V\to V} stellt einen Endomorphismus dar. Die Hintereinanderausführung {\displaystyle f\circ g} zweier orthogonaler Endomorphismen ist wiederum orthogonal, denn es gilt
{\displaystyle \langle (f\circ g)(u),(f\circ g)(v)\rangle =\langle f(g(u)),f(g(v))\rangle =\langle g(u),g(v)\rangle =\langle u,v\rangle }.
Ist ein orthogonaler Endomorphismus bijektiv, dann ist seine Inverse {\displaystyle f^{-1}} aufgrund von
{\displaystyle \langle f^{-1}(u),f^{-1}(v)\rangle =\langle f(f^{-1}(u)),f(f^{-1}(v))\rangle =\langle u,v\rangle }
ebenfalls orthogonal. Die bijektiven orthogonalen Endomorphismen von {\displaystyle V} bilden demnach eine Untergruppe der Automorphismengruppe {\displaystyle \mathrm {Aut} (V)}. Ist der Raum endlichdimensional mit der Dimension {\displaystyle n}, so ist diese Gruppe isomorph zur orthogonalen Gruppe {\displaystyle \mathrm {O} (n)}.

### Eigenwerte
Die Eigenwerte einer orthogonalen Abbildung {\displaystyle f\colon V\to V} sind nicht notwendigerweise alle reell. Ist jedoch {\displaystyle \lambda \in \mathbb {C} } ein Eigenwert von {\displaystyle f} (aufgefasst als komplexe Abbildung) mit zugehörigem Eigenvektor {\displaystyle v}, so gilt
{\displaystyle \|v\|=\|f(v)\|=\|\lambda v\|=|\lambda |\,\|v\|}
und damit {\displaystyle |\lambda |=1}. Die Eigenwerte einer orthogonalen Abbildung haben also alle den komplexen Betrag eins und sind demnach von der Form
{\displaystyle \lambda =e^{it}}
mit {\displaystyle t\in \mathbb {R} }. Eine orthogonale Abbildung besitzt damit höchstens die reellen Eigenwerte {\displaystyle \pm 1}. Die komplexen Eigenwerte treten immer paarweise komplex konjugiert auf, denn mit {\displaystyle \lambda } ist aufgrund von
{\displaystyle f({\bar {v}})={\overline {f(v)}}={\overline {\lambda v}}={\bar {\lambda }}{\bar {v}}}
auch {\displaystyle {\bar {\lambda }}=e^{-it}} ein Eigenwert von {\displaystyle f}.

### Abbildungsmatrix
Die Abbildungsmatrix {\displaystyle A_{f}} einer orthogonalen Abbildung {\displaystyle f\colon V\to V} bezüglich einer Orthonormalbasis {\displaystyle \{e_{1},\dotsc ,e_{n}\}} von {\displaystyle V} ist stets orthogonal, das heißt
{\displaystyle A_{f}^{\mathsf {T}}A_{f}=I},
denn es gilt
{\displaystyle \langle f(v),f(w)\rangle =(A_{f}x)^{\mathsf {T}}(A_{f}y)=x^{\mathsf {T}}A_{f}^{\mathsf {T}}A_{f}y=x^{\mathsf {T}}y=\langle v,w\rangle },
wobei {\displaystyle v=x_{1}e_{1}+\dotsb +x_{n}e_{n}} und {\displaystyle w=y_{1}e_{1}+\dotsb +y_{n}e_{n}} sind.